# Manchester City Football Club 2008-2009
Questa pagina raccoglie i dati riguardanti il Manchester City Football Club nelle competizioni ufficiali della stagione 2008-2009.

## Maglie e sponsor
Lo sponsor tecnico per la stagione 2008-2009 è Le Coq Sportif, mentre lo sponsor ufficiale è Thomas Cook.
| Casa | Trasferta | Terza divisa |

## Rosa
| N. |                        | Ruolo | Calciatore            |
| -- | ---------------------- | ----- | --------------------- |
| 1  | Inghilterra (bandiera) | P     | Joe Hart              |
| 2  | Inghilterra (bandiera) | D     | Micah Richards        |
| 3  | Inghilterra (bandiera) | D     | Michael John Ball     |
| 4  | Inghilterra (bandiera) | D     | Nedum Onuoha          |
| 5  | Argentina (bandiera)   | D     | Pablo Zabaleta        |
| 6  | Inghilterra (bandiera) | C     | Michael Johnson       |
| 7  | Irlanda (bandiera)     | C     | Stephen Ireland       |
| 8  | Inghilterra (bandiera) | C     | Shaun Wright-Phillips |
| 9  | Bulgaria (bandiera)    | A     | Valeri Bojinov        |
| 10 | Brasile (bandiera)     | A     | Robinho               |
| 11 | Brasile (bandiera)     | A     | Elano                 |
| 12 | Inghilterra (bandiera) | A     | Darius Vassell        |
| 14 | Brasile (bandiera)     | A     | Jô                    |
| 15 | Spagna (bandiera)      | D     | Javier Garrido        |
| 16 | Danimarca (bandiera)   | P     | Kasper Schmeichel     |
| 17 | Bulgaria (bandiera)    | C     | Martin Petrov         |
| 18 | Inghilterra (bandiera) | D     | Danny Mills           |
| 19 | Svizzera (bandiera)    | C     | Gelson Fernandes      |

| N. |                        | Ruolo | Calciatore               |
| -- | ---------------------- | ----- | ------------------------ |
| 20 | Ecuador (bandiera)     | A     | Felipe Caicedo           |
| 21 | Germania (bandiera)    | C     | Dietmar Hamann           |
| 22 | Irlanda (bandiera)     | D     | Richard Dunne (capitano) |
| 24 | Galles (bandiera)      | A     | Ched Evans               |
| 25 | Inghilterra (bandiera) | D     | Wayne Bridge             |
| 26 | Israele (bandiera)     | D     | Tal Ben Haim             |
| 27 | Zimbabwe (bandiera)    | A     | Benjani Mwaruwari        |
| 28 | Inghilterra (bandiera) | A     | Daniel Sturridge         |
| 29 | Nigeria (bandiera)     | C     | Kelvin Etuhu             |
| 30 | Inghilterra (bandiera) | D     | Shay Logan               |
| 33 | Belgio (bandiera)      | D     | Vincent Kompany          |
| 34 | Paesi Bassi (bandiera) | C     | Nigel de Jong            |
| 36 | Brasile (bandiera)     | D     | Gláuber                  |
| 37 | Irlanda (bandiera)     | P     | Shay Given               |
| 39 | Galles (bandiera)      | A     | Craig Bellamy            |
| 40 | Slovacchia (bandiera)  | C     | Vladimír Weiss           |
|    | Croazia (bandiera)     | D     | Vedran Ćorluka           |

## Calciomercato

### Sessione estiva(dall'1/7 all'1/9)
| Acquisti | Acquisti              | Acquisti      | Acquisti                     |
| R.       | Nome                  | da            | Modalità                     |
| -------- | --------------------- | ------------- | ---------------------------- |
| P        | Richard Martin        | Burton Albion | fine prestito                |
| D        | Gláuber               | Norimberga    | definitivo (0 milioni €)     |
| D        | Pablo Zabaleta        | Espanyol      | definitivo (8.7 milioni €)   |
| D        | Vincent Kompany       | Amburgo       | definitivo (8.5 milioni €)   |
| D        | Tal Ben Haim          | Chelsea       | definitivo (6.4 milioni €)   |
| C        | Shaun Wright-Phillips | Chelsea       | definitivo (11.25 milioni €) |
| C        | Donal McDermott       | MK Dons       | fine prestito                |
| A        | Jô                    | CSKA Mosca    | definitivo (24 milioni €)    |
| A        | Robinho               | Real Madrid   | definitivo (43 milioni €)    |
| A        | Bernardo Corradi      | Parma         | fine prestito                |

| Cessioni | Cessioni         | Cessioni       | Cessioni                     |
| R.       | Nome             | a              | Modalità                     |
| -------- | ---------------- | -------------- | ---------------------------- |
| P        | Andreas Isaksson | PSV            | definitivo (2.8 milioni €)   |
| P        | Richard Martin   | Burton Albion  | prestito                     |
| D        | Jihai Sun        | Sheffield Utd  | definitivo (0 milioni €)     |
| D        | Matthew Mills    | Doncaster      | definitivo (0.45 milioni €)  |
| D        | Vedran Ćorluka   | Tottenham      | definitivo (13.8 milioni €)  |
| D        | Sam Williamson   | Wrexham        | prestito                     |
| C        | Geovanni         | Hull City      | definitivo (0 milioni €)     |
| C        | Karl Moore       | Millwall       | prestito                     |
| C        | Donal McDermott  | MK Dons        | prestito                     |
| C        | Nery Castillo    | Šachtar        | fine prestito                |
| A        | Bernardo Corradi | Reggina        | definitivo (0 milioni €)     |
| A        | Émile Mpenza     | Plymouth       | definitivo (0 milioni €)     |
| A        | Paul Dickov      | Leicester City | definitivo (0 milioni €)     |
| A        | Ashley Grimes    | Millwall       | definitivo (0.075 milioni €) |
| A        | Rolando Bianchi  | Torino         | definitivo (7 milioni €)     |
| A        | Giōrgos Samaras  | Celtic         | definitivo (2.5 milioni €)   |

### Sessione invernale(dal 7/1 al 2/2)
| Acquisti | Acquisti       | Acquisti      | Acquisti                    |
| R.       | Nome           | da            | Modalità                    |
| -------- | -------------- | ------------- | --------------------------- |
| P        | Gunnar Nielsen | Blackburn     | definitivo (0 milioni €)    |
| P        | Shay Given     | Newcastle Utd | definitivo (9 milioni €)    |
| D        | Wayne Bridge   | Chelsea       | definitivo (13 milioni €)   |
| D        | Sam Williamson | Wrexham       | fine prestito               |
| C        | Nigel de Jong  | Amburgo       | definitivo (18 milioni €)   |
| A        | Craig Bellamy  | West Ham Utd  | definitivo (15.5 milioni €) |

| Cessioni | Cessioni       | Cessioni   | Cessioni |
| R.       | Nome           | a          | Modalità |
| -------- | -------------- | ---------- | -------- |
| P        | Gunnar Nielsen | Wrexham    | prestito |
| D        | Tal Ben Haim   | Sunderland | prestito |
| C        | Paul Marshall  | Blackpool  | prestito |
| A        | Jô             | Everton    | prestito |

## Risultati

### Premier League
| Arbitro: | Phil Dowd |

|                                    |           |                              |
| Carew 47’ Agbonlahor 69’, 74’, 76’ | Marcatori | 64’ (rig.) Elano 89’ Ćorluka |

| Arbitro: | Howard Webb |

|                              |           |  |
| Sturridge 65’ Elano 70’, 76’ | Marcatori |  |

| Arbitro: | Chris Foy |

|  |           |                                      |
|  | Marcatori | 45’ Ireland 50’, 58’ Wright-Phillips |

| Arbitro: | Mark Halsey |

|             |           |                                     |
| Robinho 13’ | Marcatori | 16’ Carvalho 53’ Lampard 69’ Anelka |

| Arbitro: | Steve Bennett |

|                              |           |             |
| Valencia 16’ Zaki 33’ (rig.) | Marcatori | 22’ Kompany |

| Arbitro: | Alan Wiley |

|                                                                          |           |  |
| Jô 13’ Dunne 20’ Robinho 57’ Wright-Phillips 68’ Evans 78’ Fernandes 83’ | Marcatori |  |

| Arbitro: | Peter Walton |

|                         |           |                            |
| Ireland 18’ Garrido 42’ | Marcatori | 55’, 73’ Torres 90+1’ Kuyt |

| Arbitro: | Rob Styles |

|                             |           |                                |
| Ameobi 44’ Dunne 62’ (aut.) | Marcatori | 14’ (rig.) Robinho 86’ Ireland |

| Arbitro: | Mike Riley |

|                       |           |  |
| Robinho 18’, 42’, 42’ | Marcatori |  |

| Arbitro: | Lee Mason |

|                               |           |  |
| Alves 52’ (rig.) O'Neil 90+4’ | Marcatori |  |

| Arbitro: | Mike Riley |

|                              |           |  |
| Gardner 77’ Dunne 88’ (aut.) | Marcatori |  |

| Arbitro: | Mike Dean |

|             |           |               |
| Robinho 16’ | Marcatori | 29’, 64’ Bent |

| Arbitro: | Phil Dowd |

|                         |           |                  |
| Cousin 14’ Geovanni 60’ | Marcatori | 38’, 44’ Ireland |

| Arbitro: | Alan Wiley |

|                                                  |           |  |
| Ireland 45+1’ Robinho 56’ Sturridge 90+1’ (rig.) | Marcatori |  |

| Arbitro: | Howard Webb |

|  |           |            |
|  | Marcatori | 42’ Rooney |

| Arbitro: | Rob Styles |

|             |           |            |
| Bullard 27’ | Marcatori | 6’ Benjani |

| Arbitro: | Mark Halsey |

|  |           |              |
|  | Marcatori | 90+2’ Cahill |

| Arbitro: | Chris Foy |

|                        |           |             |
| Moore 69’ Bednář 90+3’ | Marcatori | 80’ Caicedo |

| Arbitro: | Andre Marriner |

|                                               |           |           |
| Caicedo 15’, 27’ Robinho 28’, 36’ Ireland 82’ | Marcatori | 80’ Fagan |

| Arbitro: | Howard Webb |

|                            |           |                             |
| McCarthy 45+1’ Roberts 84’ | Marcatori | 88’ Sturridge 90+4’ Robinho |

| Arbitro: | Lee Mason |

|              |           |  |
| Zabaleta 53’ | Marcatori |  |

| Arbitro: | Mike Jones |

|                                 |           |             |
| Wright-Phillips 16’ Bellamy 77’ | Marcatori | 80’ Carroll |

| Arbitro: | Martin Atkinson |

|               |           |  |
| Beattie 45+5’ | Marcatori |  |

| Arbitro: | Steve Bennett |

|             |           |  |
| Bellamy 51’ | Marcatori |  |

| Arbitro: | Lee Probert |

|                             |           |  |
| Johnson 70’ Hreiðarsson 75’ | Marcatori |  |

| Arbitro: | Phil Dowd |

|          |           |             |
| Kuyt 78’ | Marcatori | 51’ Bellamy |

| Arbitro: | Mike Dean |

|              |           |  |
| Collison 70’ | Marcatori |  |

| Arbitro: | Chris Foy |

|                                      |           |  |
| Elano 24’ (rig.) Wright-Phillips 89’ | Marcatori |  |

| Arbitro: | Mike Riley |

|            |           |  |
| Essien 18’ | Marcatori |  |

| Arbitro: | Steve Tanner |

|              |           |  |
| Richards 56’ | Marcatori |  |

| Arbitro: | Howard Webb |

|                  |           |  |
| Adebayor 8’, 48’ | Marcatori |  |

| Arbitro: | Mark Halsey |

|             |           |                            |
| Ireland 27’ | Marcatori | 49’, 82’ Dempsey 58’ Etuhu |

| Arbitro: | Mike Jones |

|                                                      |           |                |
| Robinho 7’ Onuoha 20’ Elano 55’ (rig.) Sturridge 90’ | Marcatori | 36’, 53’ Brunt |

| Arbitro: | Alan Wiley |

|               |           |                         |
| Gosling 90+4’ | Marcatori | 35’ Robinho 54’ Ireland |

| Arbitro: | Mike Dean |

|                                            |           |             |
| Caicedo 26’ Robinho 33’ Elano 45+1’ (rig.) | Marcatori | 65’ Andrews |

| Arbitro: | Chris Foy |

|                       |           |  |
| Ronaldo 18’ Tévez 45’ | Marcatori |  |

| Arbitro: | Mark Halsey |

|                            |           |             |
| Defoe 28’ Keane 85’ (rig.) | Marcatori | 64’ Bojinov |

| Arbitro: | Mark Clattenburg |

|            |           |  |
| Caicedo 8’ | Marcatori |  |

### FA Cup

#### Terzo turno
| Arbitro: | Lee Probert |

|  |           |                                   |
|  | Marcatori | 38’ Tyson 42’ Earnshaw 75’ Garner |

### League Cup

#### Secondo turno
| Arbitro: | Andy D'Urso |

|                         |           |                            |
| Murray 89’ Anyinsah 95’ | Marcatori | 64’ Fernandes 109’ Ireland |

### Coppa UEFA

#### Primo turno di qualificazione
| Arbitro: | Nicole Petignat |

|  |           |                      |
|  | Marcatori | 9’ Petrov 28’ Hamann |

| Arbitro: | Augustus Viorel Constantin |

|                          |           |  |
| Petrov 48’ Vassell 90+1’ | Marcatori |  |

#### Secondo turno di qualificazione
| Arbitro: | Babak Rafati |

|  |           |           |
|  | Marcatori | 16’ Olsen |

| Arbitro: | Robert Malek |

|  |           |                   |
|  | Marcatori | 90’ (aut.) Califf |

#### Primo turno
| Nicosia 18 settembre 2008, ore 18:00 BST Andata        | Omonia    | 1 – 2 referto | Manchester City | Stadio Neo GSP (15.907 spett.) |
| \| \| \| \| \| Duro 49’ \| Marcatori \| 59’, 72’ Jô \| |           |               |                 |                                |
|                                                        |           |               |                 |                                |
| Duro 49’                                               | Marcatori | 59’, 72’ Jô   |                 |                                |

| Manchester 2 ottobre 2008, ore 19:45 BST Ritorno                          | Manchester City | 2 – 1 referto | Omonia | City of Manchester Stadium (25.304 spett.) |
| \| \| \| \| \| Elano 48’ Wright-Phillips 55’ \| Marcatori \| 78’ Alabi \| |                 |               |        |                                            |
|                                                                           |                 |               |        |                                            |
| Elano 48’ Wright-Phillips 55’                                             | Marcatori       | 78’ Alabi     |        |                                            |

#### Fase a gironi
| 23 ottobre 2008, ore 19:45 GMT 1ª giornata |  | – Turno di riposo |  |  |

| Arbitro: | Nikolaj Ivanov |

|                                            |           |                       |
| Wright-Phillips 2’ Robinho 57’ Benjani 62’ | Marcatori | 17’ Elia 65’ Wielaert |

| Arbitro: | Alexandru Tudor |

|  |           |                         |
|  | Marcatori | 32’ Benjani 66’ Ireland |

| Manchester 3 dicembre 2008, ore 19:45 GMT 4ª giornata | Manchester City | 0 – 0 referto | Paris Saint-Germain | City of Manchester Stadium (25.626 spett.)\| Arbitro: \| Bruno Paixão \| |
| Arbitro:                                              | Bruno Paixão    |               |                     |                                                                          |

| Arbitro: | Serge Gumienny |

|                                    |           |               |
| Pereira 17’ Serrano 30’ Valera 54’ | Marcatori | 90+2’ Caicedo |

##### Classifica
| Squadra             | G | V | N | P | GF | GS | DR | Punti |
| ------------------- | - | - | - | - | -- | -- | -- | ----- |
| Manchester City     | 4 | 2 | 1 | 1 | 6  | 5  | +1 | 7     |
| Twente              | 4 | 2 | 0 | 2 | 5  | 8  | -3 | 6     |
| Paris Saint-Germain | 4 | 1 | 2 | 1 | 7  | 5  | +2 | 5     |
| Racing Santander    | 4 | 1 | 2 | 1 | 6  | 5  | +1 | 5     |
| Schalke 04          | 4 | 1 | 1 | 2 | 5  | 6  | -1 | 4     |

#### Sedicesimi di finale
| Arbitro: | Pavel Královec |

|                            |           |                        |
| Almeida 56’ Vingaard 90+1’ | Marcatori | 29’ Onuoha 61’ Ireland |

| Arbitro: | Selçuk Dereli |

|                  |           |                |
| Bellamy 73’, 80’ | Marcatori | 90+3’ Vingaard |

#### Ottavi di finale
| Arbitro: | Alain Hamer |

|                                |           |  |
| Caicedo 8’ Wright-Phillips 30’ | Marcatori |  |

| Arbitro: | Stéphane Lannoy |

|                                 |           |  |
| Shelton 84’ Jakobsen 90’ (rig.) | Marcatori |  |

#### Quarti di finale
| Arbitro: | Olegário Benquerença |

|                                                 |           |            |
| Mathijsen 9’ Trochowski 64’ (rig.) Guerrero 79’ | Marcatori | 1’ Ireland |

| Arbitro: | Nicola Rizzoli |

|                              |           |              |
| Elano 17’ (rig.) Caicedo 50’ | Marcatori | 12’ Guerrero |

## Statistiche

### Statistiche di squadra
| Competizione   | Punti | In casa | In casa | In casa | In casa | In casa | In casa | In trasferta | In trasferta | In trasferta | In trasferta | In trasferta | In trasferta | Totale | Totale | Totale | Totale | Totale | Totale | DR  |
| Competizione   | Punti | G       | V       | N       | P       | Gf      | Gs      | G            | V            | N            | P            | Gf           | Gs           | G      | V      | N      | P      | Gf     | Gs     | DR  |
| -------------- | ----- | ------- | ------- | ------- | ------- | ------- | ------- | ------------ | ------------ | ------------ | ------------ | ------------ | ------------ | ------ | ------ | ------ | ------ | ------ | ------ | --- |
| Premier League | 50    | 19      | 13      | 0       | 6       | 40      | 18      | 19           | 2            | 5            | 12           | 18           | 32           | 38     | 15     | 5      | 18     | 58     | 50     | +8  |
| FA Cup         | -     | 1       | 0       | 0       | 1       | 0       | 3       | -            | -            | -            | -            | -            | -            | 1      | 0      | 0      | 1      | 0      | 3      | -3  |
| Carling Cup    | -     | -       | -       | -       | -       | -       | -       | 1            | 0            | 1            | 0            | 2            | 2            | 1      | 0      | 1      | 0      | 2      | 2      | 0   |
| Coppa UEFA     | 7     | 8       | 6       | 1       | 1       | 13      | 6       | 8            | 4            | 1            | 3            | 11           | 11           | 16     | 10     | 2      | 4      | 24     | 17     | +7  |
| Totale         | -     | 28      | 19      | 1       | 1       | 53      | 27      | 28           | 6            | 7            | 15           | 31           | 55           | 56     | 25     | 8      | 23     | 84     | 72     | +12 |

### Statistiche dei giocatori
| Giocatore          | Premier League | Premier League | Premier League | Premier League | FA Cup+Football League Cup | FA Cup+Football League Cup | FA Cup+Football League Cup | FA Cup+Football League Cup | Coppa UEFA | Coppa UEFA | Coppa UEFA  | Coppa UEFA | Totale   | Totale | Totale      | Totale     |
| Giocatore          | Presenze       | Reti           | Ammonizioni    | Espulsioni     | Presenze                   | Reti                       | Ammonizioni                | Espulsioni                 | Presenze   | Reti       | Ammonizioni | Espulsioni | Presenze | Reti   | Ammonizioni | Espulsioni |
| ------------------ | -------------- | -------------- | -------------- | -------------- | -------------------------- | -------------------------- | -------------------------- | -------------------------- | ---------- | ---------- | ----------- | ---------- | -------- | ------ | ----------- | ---------- |
| M. Ball            | 8              | 0              | 0              | 0              | 2                          | 0                          | 0                          | 0                          | 4          | 0          | 0           | 0          | 14       | 0      | 0           | 0          |
| C. Bellamy         | 8              | 3              | ?              | 0              | 0                          | 0                          | 0                          | 0                          | 3          | 2          | ?           | 0          | 11       | 5      | 0+          | 0          |
| T. Ben Haim        | 9              | 0              | ?              | 0              | 1                          | 0                          | ?                          | 0                          | 5          | 0          | ?           | 0          | 15       | 0      | ?           | 0          |
| Benjani            | 8              | 1              | ?              | 0              | 0                          | 0                          | 0                          | 0                          | 4          | 2          | ?           | 0          | 12       | 3      | 0+          | 0          |
| V. Bojinov         | 8              | 1              | ?              | 0              | 0                          | 0                          | 0                          | 0                          | 1          | 0          | ?           | 0          | 9        | 1      | 0+          | 0          |
| W. Bridge          | 16             | 0              | 0              | 0              | 0                          | 0                          | 0                          | 0                          | 6          | 0          | 0           | 0          | 22       | 0      | 0           | 0          |
| F. Caicedo         | 17             | 5              | ?              | 0              | 2                          | 0                          | ?                          | 0                          | 6          | 3          | ?           | 0          | 25       | 8      | ?           | 0          |
| V. Ćorluka         | 3              | 1              | ?              | 0              | 0                          | 0                          | 0                          | 0                          | 3          | 0          | ?           | 0          | 6        | 1      | 0+          | 0          |
| N. de Jong         | 16             | 0              | 3              | 0              | 0                          | 0                          | 0                          | 0                          | 0          | 0          | 0           | 0          | 16       | 0      | 3           | 0          |
| R. Dunne           | 31             | 1              | ?              | 2              | 2                          | 0                          | ?                          | 0                          | 13         | 0          | ?           | 1          | 46       | 1      | ?           | 3          |
| K. Etuhu           | 4              | 0              | 0              | 0              | 0                          | 0                          | 0                          | 0                          | 3          | 0          | 0           | 0          | 7        | 0      | 0           | 0          |
| C. Evans           | 16             | 1              | ?              | 0              | 1                          | 0                          | ?                          | 0                          | 8          | 0          | ?           | 0          | 25       | 1      | ?           | 0          |
| Elano              | 28             | 6              | ?              | 0              | 2                          | 0                          | ?                          | 0                          | 12         | 2          | ?           | 0          | 42       | 8      | ?           | 0          |
| J. Garrido         | 13             | 1              | ?              | 0              | 0                          | 0                          | 0                          | 0                          | 8          | 0          | ?           | 0          | 21       | 1      | 0+          | 0          |
| S. Given           | 15             | 0              | ?              | 0              | 0                          | 0                          | 0                          | 0                          | 6          | 0          | ?           | 0          | 21       | 0      | 0+          | 0          |
| Gláuber            | 1              | 0              | 0              | 0              | 0                          | 0                          | 0                          | 0                          | 0          | 0          | 0           | 0          | 1        | 0      | 0           | 0          |
| G. Fernandes       | 17             | 1              | 2              | 1              | 2                          | 1                          | ?                          | 0                          | 8          | 0          | ?           | 0          | 27       | 2      | 2+          | 1          |
| D. Hamann          | 9              | 0              | ?              | 0              | 1                          | 0                          | ?                          | 0                          | 8          | 1          | ?           | 0          | 18       | 1      | ?           | 0          |
| J. Hart            | 23             | 0              | 0              | 0              | 1                          | 0                          | 0                          | 0                          | 9          | 0          | 0           | 0          | 33       | 0      | 0           | 0          |
| S. Ireland         | 35             | 9              | ?              | 0              | 1                          | 1                          | ?                          | 0                          | 14         | 3          | ?           | 0          | 50       | 13     | ?           | 0          |
| Jô                 | 9              | 1              | 0              | 0              | 2                          | 0                          | 0                          | 0                          | 7          | 2          | 0           | 0          | 18       | 3      | 0           | 0          |
| M. Johnson         | 3              | 0              | ?              | 0              | 1                          | 0                          | ?                          | 0                          | 4          | 0          | ?           | 0          | 8        | 0      | ?           | 0          |
| V. Kompany         | 34             | 1              | ?              | 0              | 2                          | 0                          | ?                          | 0                          | 9          | 0          | ?           | 0          | 45       | 1      | ?           | 0          |
| S. Logan           | 1              | 0              | 0              | 0              | 0                          | 0                          | 0                          | 0                          | 0          | 0          | 0           | 0          | 1        | 0      | 0           | 0          |
| D. Mills           | 0              | 0              | 0              | 0              | 0                          | 0                          | 0                          | 0                          | 0          | 0          | 0           | 0          | 0        | 0      | 0           | 0          |
| N. Onuoha          | 23             | 1              | ?              | 0              | 0                          | 0                          | 0                          | 0                          | 7          | 1          | ?           | 0          | 30       | 2      | 0+          | 0          |
| M. Petrov          | 9              | 0              | 0              | 0              | 0                          | 0                          | 0                          | 0                          | 5          | 2          | 0           | 0          | 14       | 2      | 0           | 0          |
| M. Richards        | 34             | 1              | ?              | 0              | 1                          | 0                          | ?                          | 0                          | 15         | 0          | ?           | 0          | 50       | 1      | ?           | 0          |
| Robinho            | 31             | 14             | ?              | 0              | 0                          | 0                          | 0                          | 0                          | 10         | 1          | ?           | 0          | 41       | 15     | 0+          | 0          |
| K. Schmeichel      | 1              | 0              | 0              | 0              | 1                          | 0                          | 0                          | 0                          | 1          | 0          | 0           | 0          | 3        | 0      | 0           | 0          |
| D. Sturridge       | 16             | 4              | 0              | 0              | 2                          | 0                          | 0                          | 0                          | 8          | 0          | 0           | 0          | 26       | 4      | 0           | 0          |
| D. Vassell         | 8              | 0              | ?              | 0              | 1                          | 0                          | ?                          | 0                          | 6          | 1          | ?           | 0          | 15       | 1      | ?           | 0          |
| V. Weiss           | 1              | 0              | 0              | 0              | 0                          | 0                          | 0                          | 0                          | 0          | 0          | 0           | 0          | 1        | 0      | 0           | 0          |
| S. Wright-Phillips | 27             | 5              | ?              | 0              | 1                          | 0                          | ?                          | 0                          | 8          | 4          | ?           | 0          | 36       | 9      | ?           | 0          |
| P. Zabaleta        | 28             | 1              | ?              | 1              | 2                          | 0                          | ?                          | 0                          | 11         | 0          | ?           | 0          | 41       | 1      | ?           | 1          |

### Premi

#### Giocatore del Mese Thomas Cook
| Mese      | Prima Squadra         | Squadra Riserve  | Giovanili          |
| --------- | --------------------- | ---------------- | ------------------ |
| Agosto    | Stephen Ireland       | Adam Clayton     | Andrew Tutte       |
| Settembre | Shaun Wright-Phillips | Clayton McDonald | Alex Nimely        |
| Ottobre   | Robinho               | Clayton McDonald | Dedryck Boyata     |
| Novembre  | Stephen Ireland       | Donal McDermott  | Andrew Tutte       |
| Dicembre  | Vincent Kompany       | Paul Marshall    | non annunciato     |
| Gennaio   | Pablo Zabaleta        | Ryan McGivern    | non annunciato     |
| Febbraio  | Craig Bellamy         | David Ball       | non annunciato     |
| Marzo     | Nedum Onuoha          | Ben Mee          | Dedryck Boyata     |
| Aprile    | Elano                 | Vladimir Weiss   | Gregory Cunningham |
| Maggio    | Nedum Onuoha          | Vladimir Weiss   | Kieran Trippier    |